# Oloron-Sainte-Marie
Oloron-Sainte-Marie je francouzská obec v departementu Pyrénées-Atlantiques v regionu Akvitánie. V roce 2022 zde žilo 10 658 obyvatel. Je centrem arrondissementu Oloron-Sainte-Marie.

## Historie
Starověké osídlení se rozšířilo při římské silnici Via Tolosana ve 3. století př. n. l, tehdy se obec nazývala Iluro. První raně křesťanský kostel zde stál již v roce 506 a zbořili ho roku 848 Vikingové. První písemná zmínka o sídle je z roku 1058. Roku 1080 již bylo městem, rozkládalo se na ostrohu mezi Gave d'Aspe a Gave d'Ossau a postavilo si městské hradby, kostel sv. Kříže a byl zde hrad vikomta z Béarnu. Roku 1102 dal Gaston IV. z Béarnu postavit na levém břehu řeky kostel, pozdější katedrálu Ste-Marie d'Oloron jako sídlo biskupa z Oloronu. Schválil je koncilu v Toulouse roku 1229. Oloron se podobně jako nedaleké Pau stal důležitou zastávkou poutníků na Svatojakubské cestě.
Vikomt Gaston VI. se připojil k sektě albigenských Katarů a musel po křížové výpravy proti Albigenským v roce 1214 postoupit své statky biskupovi.
V roce 1802 bylo biskupství Oloron zrušeno. 
Vláda Édouarda Daladiera zřídila v dubnu 1939 13 kilometrů od města internační tábor Camp de Gurs, díky železničnímu spojení se Oloron stal centrem deportací Židů a dalších vězňů, pronásledovaných nacisty. 

## Vývoj počtu obyvatel
Počet obyvatel 

## Památky

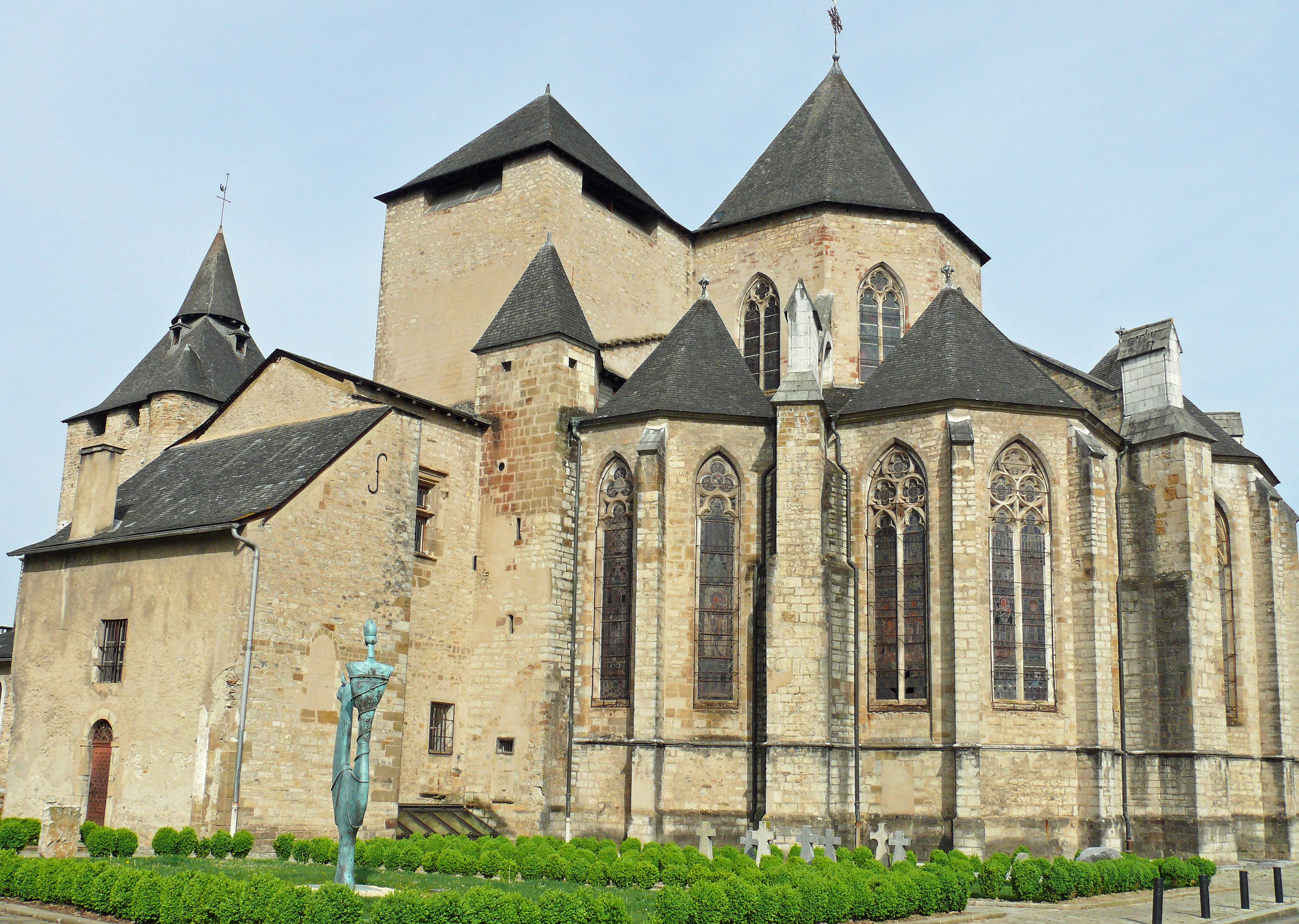
Katedrála

- Katedrála Panny Marie (Cathédral Sainte-Marie), románská stavba ze 12. století, přestavěná ve 14. století
- Kostel sv. Kříže (Église Sainte-Croix d'Oloron), románský, založený roku 1080, s kupolí byzantského typu
- Tour de Grede, obytná věž z přelomu 13. a 14. století
- Kostel Panny Marie (Église Notre-Dame), novorománský z 19. století jeho 52 metrů vysoká věž je dominantou panoramatu města

- Parc Pommé je botanická zahrada s více než 400 stromy